# 31291 Yaoyue
31291 Yaoyue este un asteroid din centura principală de asteroizi.

## Descriere
31291 Yaoyue este un asteroid din centura principală de asteroizi. A fost descoperit pe 20 martie 1998 la Socorro, New Mexico, în cadrul proiectului LINEAR. Asteroidul prezintă o orbită caracterizată de o semiaxă mare de 3,16 ua, o excentricitate de 0,14 și o înclinație de 2,7° în raport cu ecliptica.